# خلية عصبية بدائية

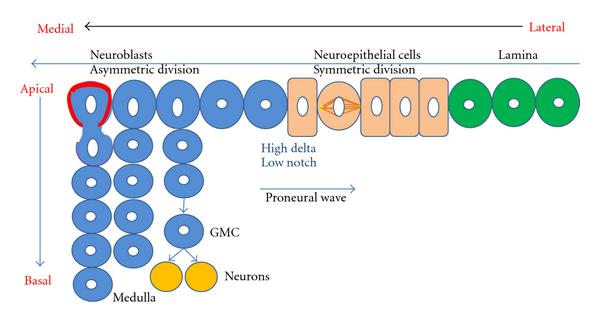
عملية تكوّن الخلايا العصبية حيث تنشأ الخلايا العصبية (على اليمين) من الخلايا الجذعية العصبية (على اليسار).

في الفقاريات، الخلية العصبية البدائية هي خلية ما بعد الانقسام لا تنقسم أكثر، والتي ستتطور إلى خلية عصبية بعد مرحلة الهجرة. في اللافقاريات مثل ذبابة الفاكهة، الخلايا العصبية البدائية هي خلايا سلفية عصبية تنقسم بشكل غير متماثل. تتمايز الخلايل العصبية البدائية الفقارية عن الخلايا الدبقية الشعاعية وتلتزم بأن تصبح خلايا عصبية. الخلايا الجذعية العصبية، التي تنقسم بشكل متماثل فقط لإنتاج المزيد من الخلايا الجذعية العصبية، تنتقل تدريجياً إلى الخلايا الدبقية الشعاعية. الخلايا الدبقية الشعاعية، والتي تسمى أيضًا الخلايا السلفية الدبقية الشعاعية، تنقسم بشكل غير متماثل لإنتاج خلية عصبية بدائية وخلية دبقية شعاعية أخرى ستعود إلى دورة الخلية.
يحدث هذا الانقسام في الظهارة العصبية الجرثومية، عندما تنقسم الخلية الدبقية الشعاعية لإنتاج الخلية العصبية البدائية. تنفصل الخلية العصبية البدائية عن الظهارة وتهاجر بينما تبقى الخلية السلفية الدبقية الشعاعية المنتجة في الظهارة اللمعية. لن تنقسم الخلية المهاجرة أكثر وهذا ما يسمى ميلاد العصبون. الخلايا التي لها أقدم ميلاد ستنتقل لمسافة قصيرة فقط. تلك الخلايا ذات الميلاد المتأخرة ستهاجر أكثر إلى المناطق الخارجية من القشرة الدماغية. ستحدد المواقف التي تشغلها الخلايا المهاجرة تمايزها العصبي.

## التكوين
تتكون الخلايا العصبية من الانقسام غير المتماثل للخلايا الدبقية الشعاعية. يبدأون في الهجرة بمجرد ولادتهم. يمكن أن يحدث تكوين الخلايا العصبية فقط عندما تنتقل الخلايا الجذعية العصبية إلى خلايا دبقية شعاعية.

### التمايز
توجد الخلايا العصبية البدائية بشكل رئيسي كسلائف للخلايا العصبية أثناء التطور الجنيني. ومع ذلك، فإنها تشكل أيضًا أحد أنواع الخلايا التي تشارك في تكوين الخلايا العصبية لدى البالغين. يتميز تكوين الخلايا العصبية عند البالغين من خلال تمايز الخلايا الجذعية العصبية والتكامل في دماغ الثدييات البالغة. تحدث هذه العملية في التلفيف المسنن للحصين وفي المناطق تحت البطينية في دماغ الثدييات البالغة. تتشكل الخلايا العصبية عندما تنقسم الخلية الجذعية العصبية، والتي يمكن أن تتمايز إلى أي نوع من الخلايا العصبية الناضجة (أي الخلايا العصبية، الخلايا قليلة التغصن، الخلايا النجمية)، وتصبح خلية تضخيم عابرة. تكون خلايا تضخيم العبور أكثر تمايزًا قليلاً عن الخلايا الجذعية العصبية ويمكن أن تنقسم بشكل غير متماثل لإنتاج خلية عصبية بدائية وخلايا دبقية، بالإضافة إلى خلايا تضخيم عبور أخرى، الخلية العصبية البدائية وهي خلية ابنة لخلية تضخيم عابرة، هي في البداية خلية جذعية عصبية وصلت إلى «نقطة اللاعودة». تمايزت الخلية العصبية البدائية بحيث تنضج لتصبح خلية عصبية وليس أي نوع آخر من الخلايا العصبية. تتم دراسة الخلايا العصبية على نطاق واسع حيث يمكن استخدامها علاجياً لمكافحة فقدان الخلايا بسبب الإصابة أو المرض في الدماغ.

### الهجرة
تشكل الخلية العصبية البدائية في الجنين طبقة الوشاح الوسطى لجدار الأنبوب العصبي والتي تستمر لتشكل المادة الرمادية للحبل الشوكي. الطبقة الخارجية لطبقة الوشاح هي الطبقة الهامشية والتي تحتوي على المحاور النخاعية من الخلايا العصبية التي تشكل المادة البيضاء للنخاع الشوكي. الطبقة الداخلية هي الطبقة البطانية التي ستشكل بطانة البطينين والقناة المركزية للحبل الشوكي.
في البشر، تهاجر الخلايا العصبية التي تنتجها الخلايا الجذعية في المنطقة تحت البطينية البالغة إلى المناطق المتضررة بعد إصابات الدماغ. ومع ذلك، فهي مقتصرة على النوع الفرعي من الخلايا الصغيرة الشبيهة بالعصبونات، ومن غير المحتمل أن تساهم في الاستعادة الوظيفية للدارات المخطط لها.

## الأهمية السريرية
هناك العديد من الاضطرابات المعروفة باسم اضطرابات الهجرة العصبية التي يمكن أن تسبب مشاكل خطيرة. تنشأ هذه من اضطراب في نمط هجرة الخلايا العصبية في طريقها إلى وجهاتها المستهدفة.

## تطور الخلايا العصبية في ذبابة الفاكهة
في الكائن الحي النموذجي لذبابة الفاكهة، فإن الخلايا العصبية البدائية هي خلية سلفية عصبية تنقسم بشكل غير متماثل لإنتاج الخلية العصبية البدائية وإما خلية عصبية أو خلية أم عقدية أو سلف عصبي وسيط، اعتمادًا على نوع الخلية العصبية البدائية. أثناء مرحلة التطور الجنيني، تنفصل الخلايا العصبية الجنينية إما من الأديم الظاهر العصبي المستقيم (للخلايا العصبية في الدماغ)، أو الأديم الظاهر العصبي للحبل العصبي البطني (للخلايا العصبية البطنية). أثناء نمو اليرقات، يتم تكوين الفصوص العصبية من الأديم الظاهر العصبي الذي يسمى مركز الانتشار الخارجي. هناك أكثر من 800 خلية عصبية للفص البصري، و105 أرومات عصبية مركزية في الدماغ، و30 خلية عصبية في البطن لكل جزء (نصف ثنائي من القطعة).
تخضع الخلايا العصبية لثلاثة أنواع من الانقسامات المعروفة. تنقسم الخلايا العصبية من النوع الصفري لتكوين خلية عصبية بدائية، وخلية ابنة تتمايز مباشرة إلى خلية عصبية واحدة أو دبقية واحدة. تؤدي الخلايا العصبية من النوع الأول إلى ظهور الخلية العصبية البدائية والخلية الأم العقدية، والتي تخضع لانقسام طرفي لتوليد زوج من الخلايا العصبية الشقيقة. هذا هو الشكل الأكثر شيوعًا لانقسام الخلايا، ويلاحظ في الخلايا العصبية البطنية والفص البصري والمخ المركزي. الخلايا العصبية من النوع الثاني تؤدي إلى ظهور أرومة عصبية وسلف عصبي متوسط مضخم عابر. ينقسم السلف العصبي المتوسط بطريقة مشابهة للأرومة العصبية من النوع الأول، مما ينتج عنه سلف عصبي متوسط مضخم عابر والخلية الأم العقدية. بينما توجد 8 أرومات عصبية من النوع الثاني فقط في الدماغ المركزي، فإن سلالاتها أكبر بكثير وأكثر تعقيدًا من الأرومات العصبية من النوع الأول. يتم تسهيل التحول من الأرومة العصبية متعددة القدرات إلى مصير الخلية المتمايزة بواسطة بروتينات.
الخلايا العصبية قادرة على خلق التنوع العصبي الواسع الموجود في دماغ الذبابة باستخدام مزيج من التقييد المكاني والزماني للتعبير الجيني الذي يعطي ذرية مولودة من كل خلية عصبية هوية فريدة اعتمادًا على كل من الأرومة العصبية الأم وتاريخ ميلادها. يعتمد هذا جزئيًا على موضع الأرومة العصبية على طول المحاور الأمامية الخلفية والظهرية البطنية، وجزئيًا على التسلسل الزمني لعوامل النسخ التي يتم التعبير عنها بترتيب معين حيث تخضع الأرومات العصبية لانقسامات متسلسلة.